# 温洛克环形山
温洛克环形山（Winlock）是位于月球背面北半部的一座大型古撞击坑，约形成于39.2-38.5亿年前的酒海纪，其名称取自十九世纪美国天文学家暨数学家约瑟夫·温洛克(1826年-1875年)，1970年被国际天文学联合会正式批准接受。

## 描述

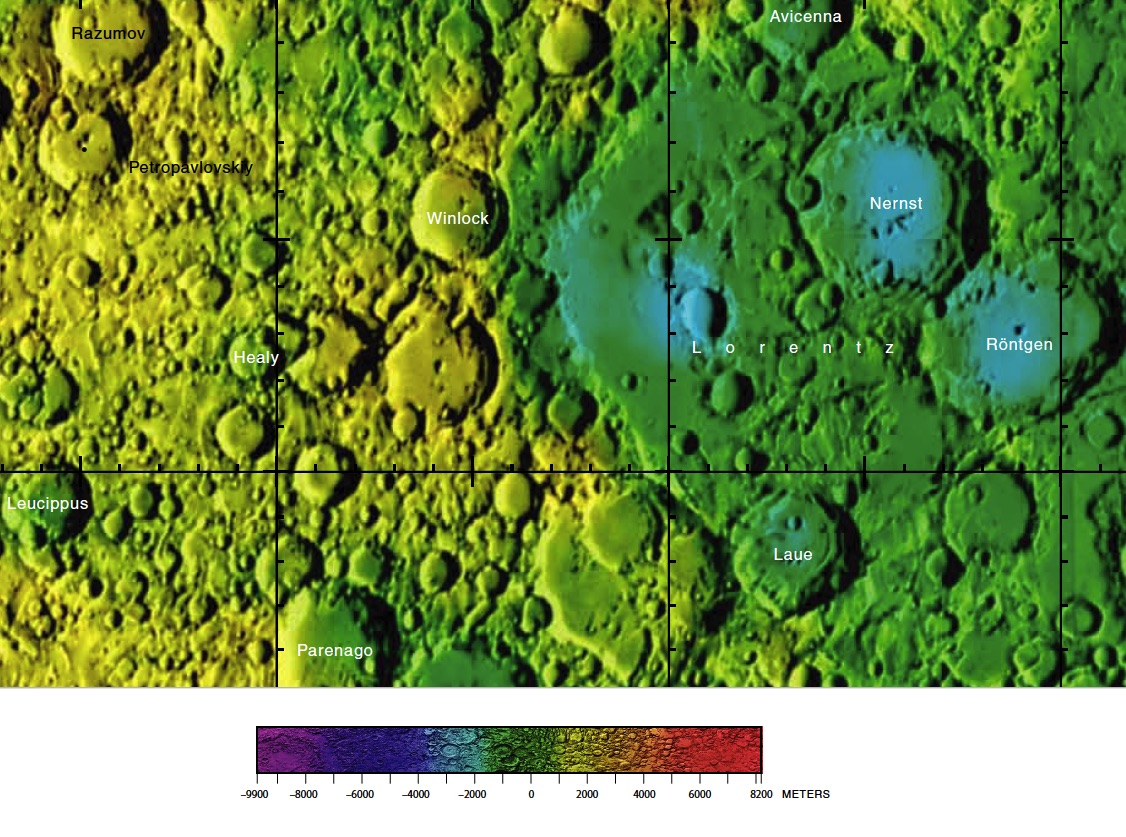
温洛克环形山的周边，月球背面区域详图。

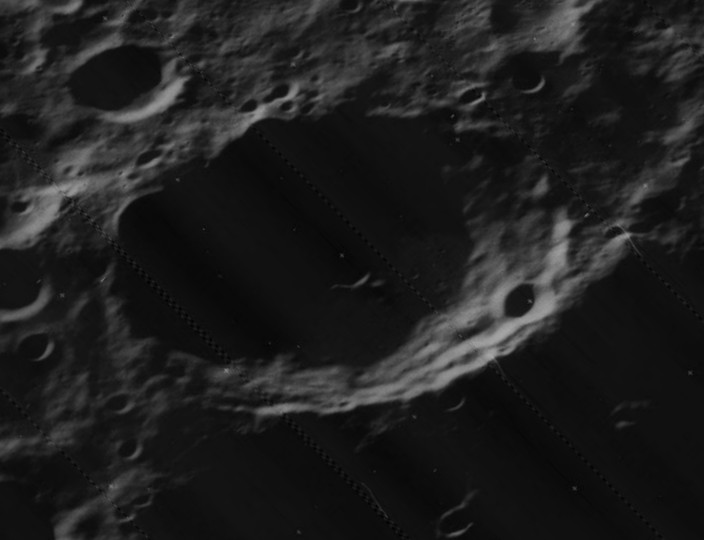
月球轨道器5号拍摄的西向斜视图

该陨坑东侧与巨大的洛伦兹环形山相接壤，西侧毗邻彼得罗帕夫洛夫斯基环形山、拉基尼环形山及布喇格环形山位于它的北面、西南则靠近希利陨石坑。该陨坑中心月面坐标为35°24′N 105°55′W / 35.40°N 105.92°W，直径63.93公里，深度约2.73公里。
温洛克环形山外观轮廓接近圆状，坑壁虽受到部分侵蚀、磨损，但整体结构仍较为完整。沿西南和东北坑壁分别横跨了一大一小二座醒目的圆杯状小陨坑。宽坦的内壁分布有一圈磨损的阶地结构残迹，沿壁缘显示有一些坍塌的迹象。温洛克环形山坑壁最大高出周边地形1240米，内部容积约3530公里3。坑内地表相对平坦，可能已被熔岩重塑。中心处坐落了一座小杯状坑，原有的中央峰极可能已被它摧毁，坑底东北偏东区，散布有一些小山丘。
温洛克环形山位于月球正面西北边沿之后，该区域有时在月球摄动期间，会进入地球视野范围。

## 卫星陨石坑
按惯例，最靠近温洛克环形山的卫星坑将在月图上以字母标注在它的中心点旁边.

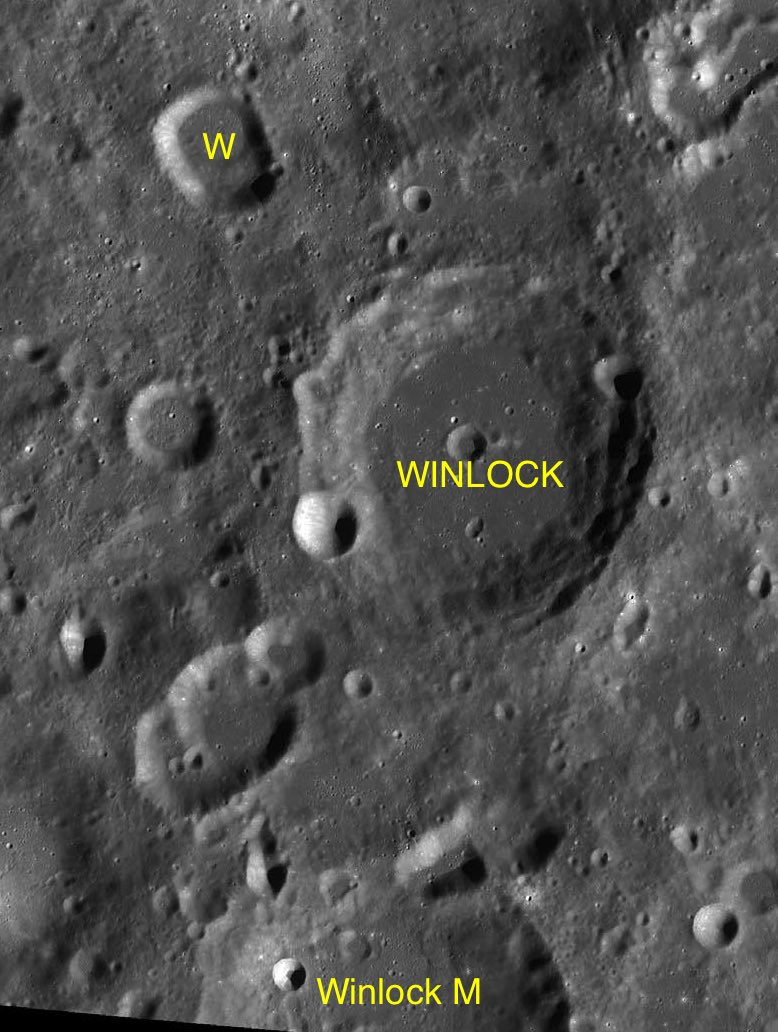
LAC-36 区域图

| 温洛克 | 纬度    | 经度     | 直径    |
| ------ | ------- | -------- | ------- |
| M      | 32.3° N | 106.0° W | 68 公里 |
| W      | 37.2° N | 107.4° W | 21 公里 |

- 卫星坑"温洛克 M"约形成于前酒海纪[1]。

## 参引资料
1. 1 2 3 4 5  Lunar Impact Crater Database
2. ↑   (PDF).   [2017-03-18]. （原始内容存档 (PDF)于2016-12-27）.
3. ↑   (PDF).   [2017-03-18]. （原始内容存档 (PDF)于2020-06-01）.
4. ↑  .   [2017-03-18]. （原始内容存档于2020-12-13）.

## 另请参阅
- Andersson, L. E.; Whitaker, E. A. . NASA RP-1097. 1982.
- Blue, Jennifer. . USGS. July 25, 2007  [2007-08-05]. （原始内容存档于2012-04-08）.
- Bussey, B.; Spudis, P. . New York: Cambridge University Press. 2004. ISBN 978-0-521-81528-4.
- Cocks, Elijah E.; Cocks, Josiah C. . Tudor Publishers. 1995. ISBN 978-0-936389-27-1.
- McDowell, Jonathan. . Jonathan's Space Report. July 15, 2007  [2007-10-24]. （原始内容存档于2012-05-26）.
- Menzel, D. H.; Minnaert, M.; Levin, B.; Dollfus, A.; Bell, B. . Space Science Reviews. 1971, 12 (2): 136–186. Bibcode:1971SSRv...12..136M. doi:10.1007/BF00171763.
- Moore, Patrick. . Sterling Publishing Co. 2001. ISBN 978-0-304-35469-6.
- Price, Fred W. . Cambridge University Press. 1988. ISBN 978-0-521-33500-3.
- Rükl, Antonín. . Kalmbach Books. 1990. ISBN 978-0-913135-17-4.
- Webb, Rev. T. W.  6th revised. Dover. 1962. ISBN 978-0-486-20917-3.
- Whitaker, Ewen A. . Cambridge University Press. 1999. ISBN 978-0-521-62248-6.
- Wlasuk, Peter T. . Springer. 2000. ISBN 978-1-85233-193-1.